# Minla cyanouroptera
La minla aliazul (Minla cyanouroptera) es una especie de ave paseriforme de la familia Leiothrichidae propia del sureste de Asia. 
Se puede encontrar en el subcontinente indio y en el sudeste de Asia, distribuido por Bangladés, Bután, Camboya, India, Laos, Malasia, Birmania, Nepal, Tailandia, Tíbet y Vietnam. Su hábitat natural son los bosques húmedos tropicales y subtropicales.